# Dobkowice (województwo podkarpackie)
Dobkowice – wieś w Polsce położona w województwie podkarpackim, w powiecie jarosławskim, w gminie Chłopice.
W latach 1975–1998 miejscowość administracyjnie należała do województwa przemyskiego.

## Części wsi
| SIMC    | Nazwa          | Rodzaj    |
| ------- | -------------- | --------- |
| 0599860 | Pod Łowcami    | część wsi |
| 0599876 | Siedliska      | część wsi |
| 0599882 | Tapińska Część | część wsi |

## Historia
Wieś, której nazwa była zapisywana w tym czasie Dobkowycze, wymieniana jest w dokumentach w roku 1361. Kazimierz Wielki potwierdził wtedy nadanie wsi Matwiejowi Kaldofowiczowi przez Lwa, księcia ruskiego. Druga znana data to rok 1620. Właściciel Dobkowic, Marcin Oraczewski, przyłączył wtedy wieś do parafii w Łowcach.
Według legendy nazwa miejscowości pochodzi od rosnącego tam niegdyś lasu dębowego.

## Zabytki
- Cerkiew św. Jana Chrzciciela z 1919.